# قطعنامه ۹۴ شورای امنیت
قطعنامه ۹۴ شورای امنیت سازمان ملل متحد که در تاریخ ۲۹ مه ۱۹۵۱ تصویب شد، سندی بین‌المللی دربارهٔ دیوان بین‌المللی دادگستری است. این قطعنامه طی نشست ۵۴۸ام با ۱۰ موافق، ۰ مخالف و ۱ ممتنع تصویب شد.